# 教育党
教育党（きょういくとう）は日本の政治団体。

## 概要
- 1983年5月、参議院議員通常選挙に比例代表制が導入されたことを受け、それまで無所属で活動していた政治活動家城戸嘉世子が結成した政治団体である。
- 城戸が党首となり、複数の党役員を置いた。最盛期には関東地方などに地方組織も存在したが、元来教育党は城戸が参議院議員通常選挙に立候補するために城戸の友人・知人から参加者・協力者を得て結党した政治団体であり、実質的には城戸の個人政党に近かった。
- 城戸の長男城戸康孝と長女城戸裕子（現・芦名裕子）が事務局長を務めた。
- 「教育問題専門の教育党」「明るい社会を創る教育党」をキャッチコピーにしていた。
- 反自民党的な立場を取り、消費税・PKO法案に反対した。
- 選挙は参議院通常選挙のみに候補者を擁立した。
- 1995年に行われた供託金の増額や無料広告の制限（確認団体であっても得票率1%未満の場合は実費負担）により政治資金の面から選挙立候補が不可能となり、城戸は1998年7月の第18回参議院議員通常選挙への立候補を断念。間もなく教育党は解散した。

## 選挙結果
- 1983年7月　第13回参議院議員通常選挙比例代表区に城戸が名簿搭載順位第1位で立候補し落選。得票数79033。選挙区にも計9人の候補者を擁立するも全員落選。日本私塾会会長長沢兵庫の支援を受ける。
- 1986年7月　第14回参議院議員通常選挙比例代表区に城戸が名簿搭載順位第1位で立候補し落選。得票数103375。選挙区にも計9人の候補者を擁立するも全員落選。福岡県選挙区には城戸康隆を擁立したが落選した。
- 1989年7月　第15回参議院議員通常選挙比例代表区に城戸が名簿搭載順位第1位で立候補し落選。得票数60193。選挙区にも計9人の候補者を擁立するも全員落選。埼玉県選挙区には城戸裕子（現・芦名）を擁立したが落選した。
- 1992年7月　第16回参議院議員通常選挙比例代表区に城戸が名簿搭載順位第1位で立候補し落選。得票数85182。選挙区にも計9人の候補者を擁立するも全員落選。福岡県選挙区には芦名を擁立したが落選した。
- 1995年7月　第17回参議院議員通常選挙比例代表区に城戸が名簿搭載順位第1位で立候補し落選。得票数105421。選挙区にも計9人の候補者を擁立するも全員落選。神奈川県選挙区には芦名を擁立したが落選した。